# Atesta nigrihumerus
Atesta nigrihumerus är en skalbaggsart som beskrevs av Wang 1993. Atesta nigrihumerus ingår i släktet Atesta och familjen långhorningar. Inga underarter finns listade.